# Katja Gabriëls
Katja Gabriëls, née le 13 février 1975 à Termonde, est une femme politique belge, membre de l'Open Vld.

## Biographie
Katja Gabriëls nait le 13 février 1975 à Termonde.
Après les élections communales et provinciales belges de 2012, elle devient bourgmestre de Berlare, en province de Flandre orientale , et à nouveau en 2018 .
Aux élections législatives fédérales de 2019, Katja Gabriëls est élue à la Chambre des Représentants. 
Aux élections législatives fédérales belges de 2024, elle est réélue députée à la Chambre .
Après les élections communales et provinciales belges de 2024, elle est à nouveau bourgmestre pour 6 ans . 

## Décoration
- Chevalier de l'ordre de Léopold (2024)[6]